# Lijst van voormalige gemeenten in Noord-Brabant
Dit is een lijst met voormalige Noord-Brabantse gemeenten.
Als het grondgebied van een opgeheven gemeente over meerdere gemeenten is verdeeld, is het grootste deel bij de eerstgenoemde ontvangende gemeente gevoegd. Grenscorrecties tussen gehandhaafde gemeenten zijn niet in de lijst opgenomen. Vóór 1830 kan de informatie onvolledig zijn.

## Naamgeving bestuurlijke entiteiten
*: nieuw gevormde gemeentelijke entiteit die een naam gekozen heeft, die nog niet eerder is gebruikt door een andere gemeentelijke entiteit

(naamswijziging): een gemeentelijke entiteit die, zonder wijzigingen aan het grondgebied, gekozen heeft voor een nieuwe naam
Bij een herindeling ontstaat altijd een nieuwe bestuurlijke entiteit, de nieuwe entiteit kan ervoor kiezen een oude naam te handhaven. Echter er is juridisch sprake van "samenvoeging met" van de oude entiteit (en geen toevoeging aan), deze informatie is voor de leesbaarheid en herkenbaarheid wellicht hier weggelaten. Bijvoorbeeld Boxtel is samengevoegd met Liempde tot de nieuwe bestuursentiteit Boxtel.

## 2022
- Boxmeer > Land van Cuijk*
- Cuijk > Land van Cuijk*
- Grave > Land van Cuijk*
- Mill en Sint Hubert > Land van Cuijk*
- Sint Anthonis > Land van Cuijk*
- Landerd > Maashorst*
- Uden > Maashorst*

## 2021
- Haaren > Boxtel, Oisterwijk, Vught en Tilburg

## 2019
- Aalburg > Altena*
- Werkendam > Altena*
- Woudrichem > Altena*

## 2017
- Schijndel > Meierijstad*
- Sint-Oedenrode > Meierijstad*
- Veghel > Meierijstad*

## 2015
- Maasdonk > Oss en 's-Hertogenbosch

## 2011
- Lith > Oss

## 2004
- Geldrop > Geldrop-Mierlo*
- Mierlo > Geldrop-Mierlo*

## 2003
- Ravenstein > Oss

## 1998
- Bergeyk > Bergeijk (naamswijziging)
- Budel > Cranendonck (naamswijziging)
- Made > Drimmelen (naamswijziging)
- Vierlingsbeek > Boxmeer
- Zevenbergen > Moerdijk (naamswijziging)

## 1997
- Aarle-Rixtel > Laarbeek*
- Alphen en Riel > Alphen-Chaam* en Goirle
- Bakel en Milheeze > Gemert-Bakel*
- Beek en Donk > Laarbeek*
- Berkel-Enschot > Tilburg en Oisterwijk
- Bladel en Netersel > Bladel*
- Chaam > Alphen-Chaam*
- Diessen > Hilvarenbeek
- Dinteloord en Prinsenland > Steenbergen
- Drunen > Heusden
- Dussen > Werkendam
- Fijnaart en Heijningen > Zevenbergen
- Gemert > Gemert-Bakel*
- 's Gravenmoer > Dongen
- Halsteren > Bergen op Zoom
- Heeze > Heeze-Leende* en Valkenswaard
- Hoeven > Halderberge*
- Hooge en Lage Mierde > Reusel-De Mierden*
- Hooge en Lage Zwaluwe > Made* en Zevenbergen
- Hoogeloon, Hapert en Casteren > Bladel*
- Huijbergen > Woensdrecht
- Klundert > Zevenbergen
- Leende > Heeze-Leende*
- Lieshout > Laarbeek*
- Luyksgestel > Bergeyk
- Maarheeze > Budel en Heeze-Leende*
- Made en Drimmelen > Made* en Geertruidenberg
- Moergestel > Oisterwijk
- Nieuw-Ginneken > Breda en Alphen-Chaam*
- Nieuw-Vossemeer > Steenbergen
- Oost-, West- en Middelbeers > Oirschot en Hilvarenbeek
- Ossendrecht > Woensdrecht
- Oudenbosch > Halderberge*
- Oud en Nieuw Gastel > Halderberge*
- Prinsenbeek > Breda
- Putte > Woensdrecht
- Raamsdonk > Geertruidenberg
- Reusel > Reusel-De Mierden*
- Riethoven > Bergeyk
- Roosendaal en Nispen > Roosendaal*
- Rijsbergen > Zundert en Breda
- Sprang-Capelle > Waalwijk en Loon op Zand
- Standdaarbuiten > Zevenbergen
- Terheijden > Made*, Zevenbergen en Oosterhout
- Teteringen > Breda en Oosterhout
- Udenhout > Tilburg en Haaren
- Vessem, Wintelre en Knegsel > Eersel
- Vlijmen > Heusden
- Waspik > Waalwijk
- Westerhoven > Bergeyk
- Willemstad > Zevenbergen
- Wouw > Roosendaal* en Bergen op Zoom

## 1996
- Berlicum > Sint-Michielsgestel en Maasdonk
- Den Dungen > Sint-Michielsgestel
- Esch > Haaren
- Helvoirt > Haaren en Vlijmen
- Liempde > Boxtel
- Rosmalen > 's-Hertogenbosch

## 1995
- Heesch > Bernheze (naamswijziging)
- St. Anthonis > Sint Anthonis (naamswijziging)

## 1994
- Beers > Cuijk* en Grave
- Berghem > Oss en Ravenstein
- Cuijk en Sint Agatha > Cuijk*
- Erp > Veghel
- Haps > Cuijk* en Boxmeer
- Heeswijk-Dinther > Heesch
- Megen, Haren en Macharen > Oss
- Nistelrode > Heesch
- Oeffelt > Boxmeer
- Oploo, Sint Anthonis en Ledeacker > St. Anthonis*
- Schaijk > Landerd* en Grave
- Wanroij > St. Anthonis* en Boxmeer
- Zeeland > Landerd* en Uden

## 1993
- Geffen > Maasdonk*, Oss en Heesch
- Nuland > Maasdonk*, Rosmalen en Berlicum

## 1973
- Almkerk > Woudrichem, Werkendam en Dussen
- Andel > Woudrichem en Aalburg*
- Eethen > Aalburg*, Heusden, Woudrichem en Dussen
- Giessen > Woudrichem
- Rijswijk > Woudrichem
- Veen > Aalburg*
- Wijk en Aalburg > Aalburg*

## 1971
- Empel en Meerwijk > 's-Hertogenbosch
- Engelen > 's-Hertogenbosch

## 1969
- Dinther > Heeswijk-Dinther*
- Heeswijk > Heeswijk-Dinther*

## 1968
- Etten en Leur > Etten-Leur (naamswijziging)
- Stiphout > Helmond en Aarle-Rixtel

## 1962
- Steenbergen en Kruisland > Steenbergen (naamswijziging)

## 1958
- Alem, Maren en Kessel > Lith, Maasdriel (provincie Gelderland), Empel en Meerwijk en Rossum (provincie Gelderland)

## 1951
- Beek (Noord-Brabant) > Prinsenbeek (naamswijziging)

## 1950
- De Werken en Sleeuwijk > Werkendam

## 1942
- Beugen en Rijkevoort > Boxmeer en Wanroij
- Escharen > Mill en Sint Hubert en Grave
- Gassel > Beers
- Ginneken en Bavel > Breda en Nieuw-Ginneken
- Linden > Cuijk en Sint Agatha en Beers
- Maashees en Overloon > Vierlingsbeek
- Princenhage > Breda en Beek (Noord-Brabant)
- Reek > Schaijk, Zeeland en Grave
- Sambeek > Oploo, Sint Anthonis en Ledeacker, Boxmeer en Vierlingsbeek
- Velp (Noord-Brabant) > Grave

## 1941
- Herpen > Ravenstein

## 1939
- Lithoijen > Lith
- Oijen en Teeffelen > Lith

## 1935
- Hedikhuizen > Vlijmen en Heusden
- Herpt > Heusden
- Lierop > Someren
- Nieuwkuijk > Vlijmen
- Oudheusden > Drunen en Heusden

## 1934
- Borkel en Schaft > Valkenswaard
- Dommelen > Valkenswaard

## 1933
- Cromvoirt > Vught en 's-Hertogenbosch

## 1926
- Deurne en Liessel > Deurne*
- Vlierden > Deurne*

## 1925
- Soerendonk, Sterksel en Gastel > Maarheeze

## 1923
- Aalst > Waalre
- Capelle > Sprang-Capelle*
- Deursen en Dennenburg > Ravenstein
- Dieden, Demen en Langel > Ravenstein
- Drongelen > Eethen*
- Duizel en Steensel > Eersel
- Genderen > Eethen*
- Huisseling en Neerloon > Ravenstein
- Meeuwen > Eethen*
- Sprang > Sprang-Capelle*
- Vrijhoeve-Capelle > Sprang-Capelle*

## 1922
- Baardwijk > Waalwijk
- Besoijen > Waalwijk
- Bokhoven > Engelen

## 1921
- Alem > Alem, Maren en Kessel*
- Kessel > Alem, Maren en Kessel*
- Maren > Alem, Maren en Kessel*
- Oerle > Veldhoven*
- Veldhoven en Meerveldhoven > Veldhoven*
- Zeelst > Veldhoven*
- Zesgehuchten > Geldrop

## 1920
- Gestel en Blaarthem > Eindhoven
- Stratum > Eindhoven
- Strijp > Eindhoven
- Tongelre > Eindhoven
- Woensel > Eindhoven

## 1908
- Drongelen, Haagoort, Gansoijen en Doeveren > Drongelen (naamswijziging)
- Dussen, Munster en Muilkerk > Dussen (naamswijziging)
- Eethen, Genderen en Heesbeen > Genderen* en Oudheusden
- Meeuwen, Hill en Babyloniënbroek > Meeuwen (naamswijziging)

## 1896
- Woensel en Eckart > Woensel (naamswijziging)

## 1879
- Emmikhoven en Waardhuizen > Almkerk

## 1821
- Gastel > Soerendonk, Sterksel en Gastel*
- Haren en Macharen en Megen > Megen, Haren en Macharen
- Nederwetten en Eckart > Nuenen, Gerwen en Nederwetten* en Woensel en Eckart*
- Nuenen en Gerwen > Nuenen, Gerwen en Nederwetten*
- Oploo > Oploo, Sint Anthonis en Ledeacker
- Sint Anthonis en Ledeacker > Oploo, Sint Anthonis en Ledeacker
- Soerendonk en Sterksel > Soerendonk, Sterksel en Gastel*
- Woensel > Woensel en Eckart*

## 1819
- Bakel > Bakel en Milheze (naamswijziging)
- Eethen, Genderen en Heesbeen > Heesbeen, Eethen en Genderen (naamswijziging)
- Haage > Princenhage (naamswijziging)

## 1815
- Knegsel > Vessem, Wintelre en Knegsel*
- Vessem > Vessem, Wintelre en Knegsel*
- Wintelre > Vessem, Wintelre en Knegsel*

## 1814
- Bavel > Ginneken en Bavel*
- Ginneken > Ginneken en Bavel*

## 1810
- Demen en Langel > Dieden, Demen en Langel*
- Dieden > Dieden, Demen en Langel*
- Duizel > Duizel en Steensel*
- Sprundel en Vorenseinde > Rucphen
- Steensel > Duizel en Steensel*
- Zegge > Rucphen